# Парз
Парз (Парзлич, Парз Лич; арм. Պարզ լիճ — «Ясное» или «Прозрачное озеро») — небольшое озеро в Армении, расположенное в Тавушской области, к востоку от Дилижана, в Дилижанском национальном парке, на высоте 1334 метра над уровнем моря.
Объём озера составляет 0,00008 км³, площадь зеркала — 0,03 км². Озеро раскинулось в неглубокой долине между лесистыми увалами и имеет продолговатое очертание, длина достигает 385 м, ширина — 85 м, глубина — более 5 м.

## Галерея

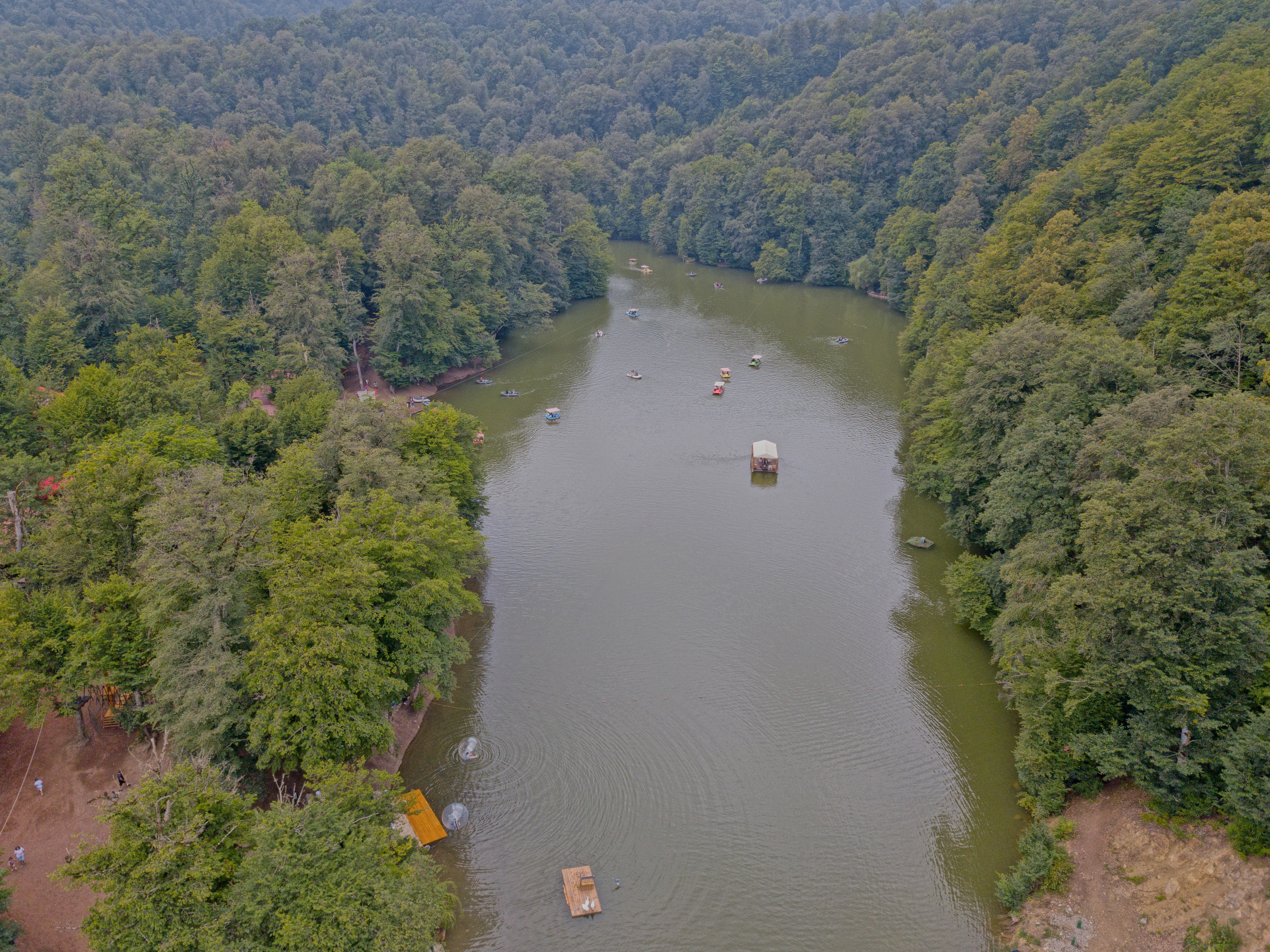
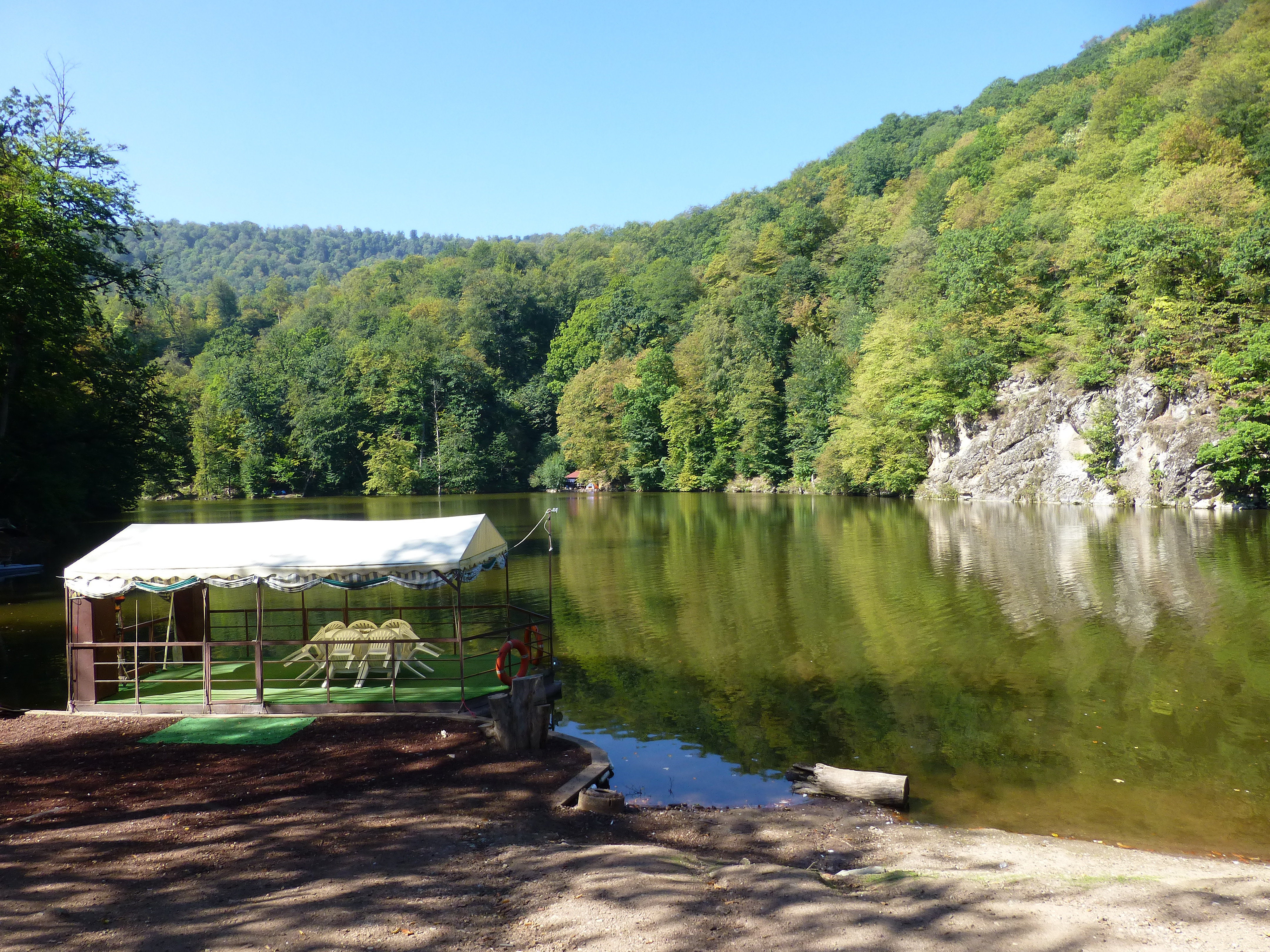
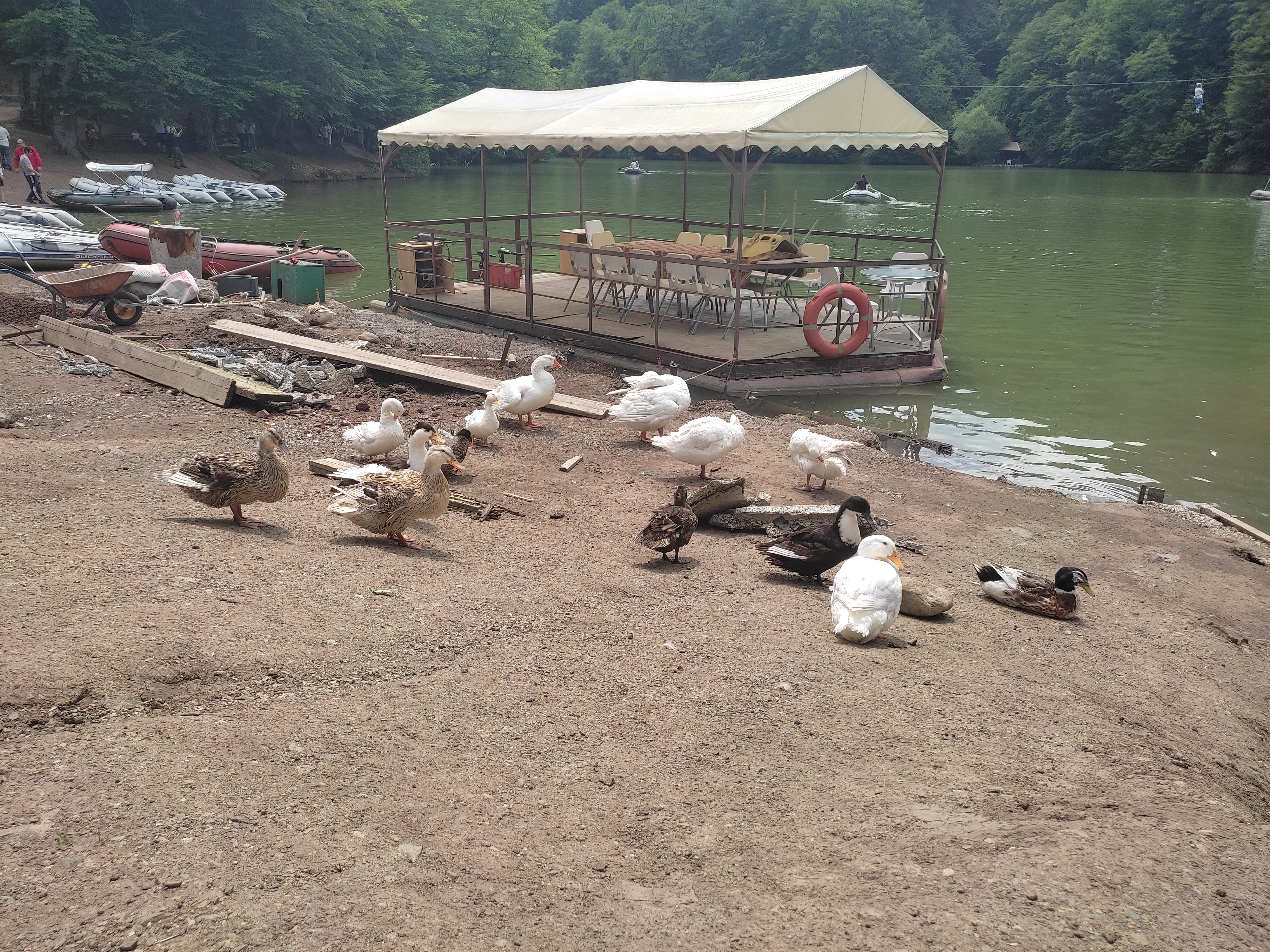
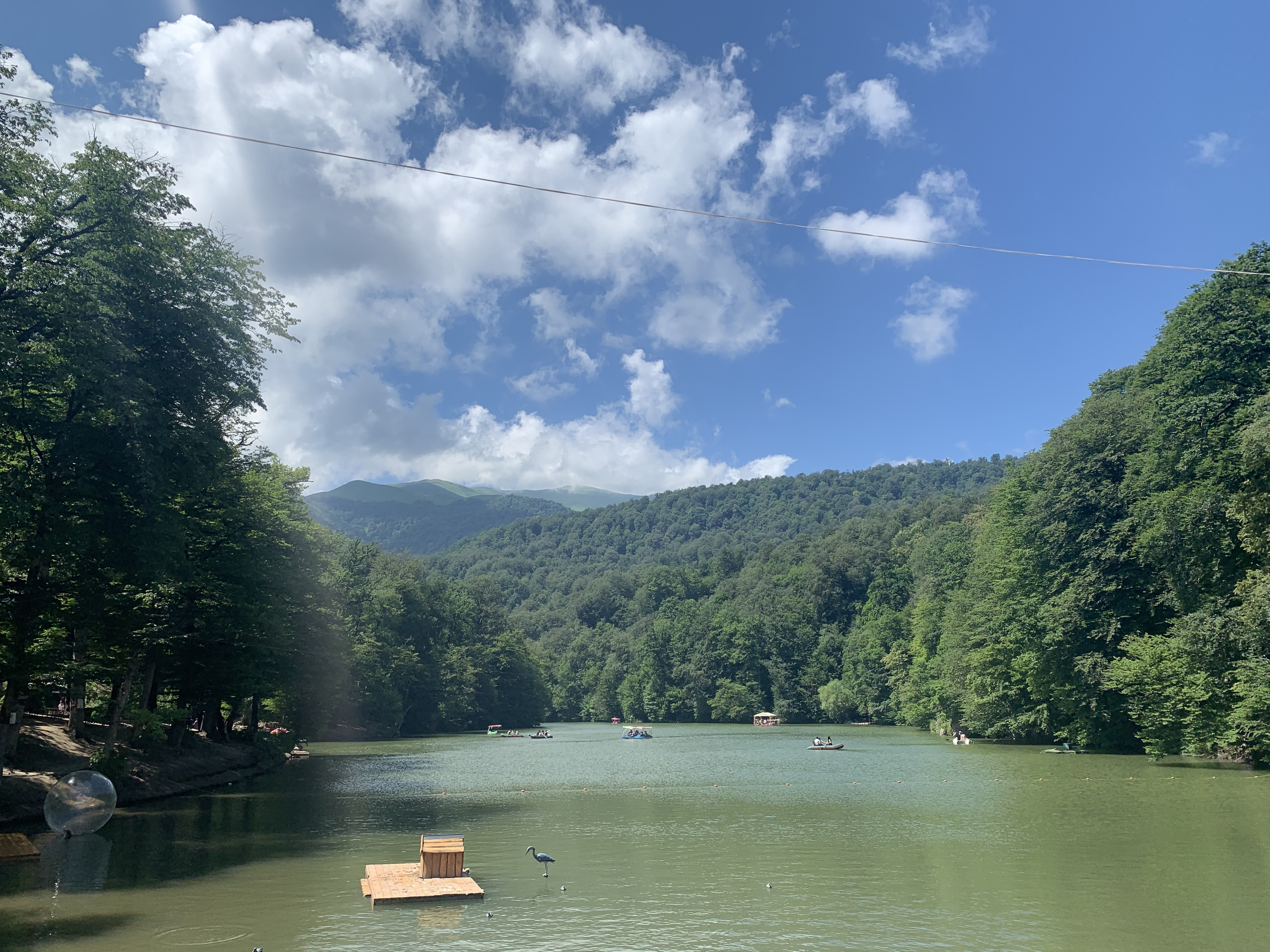
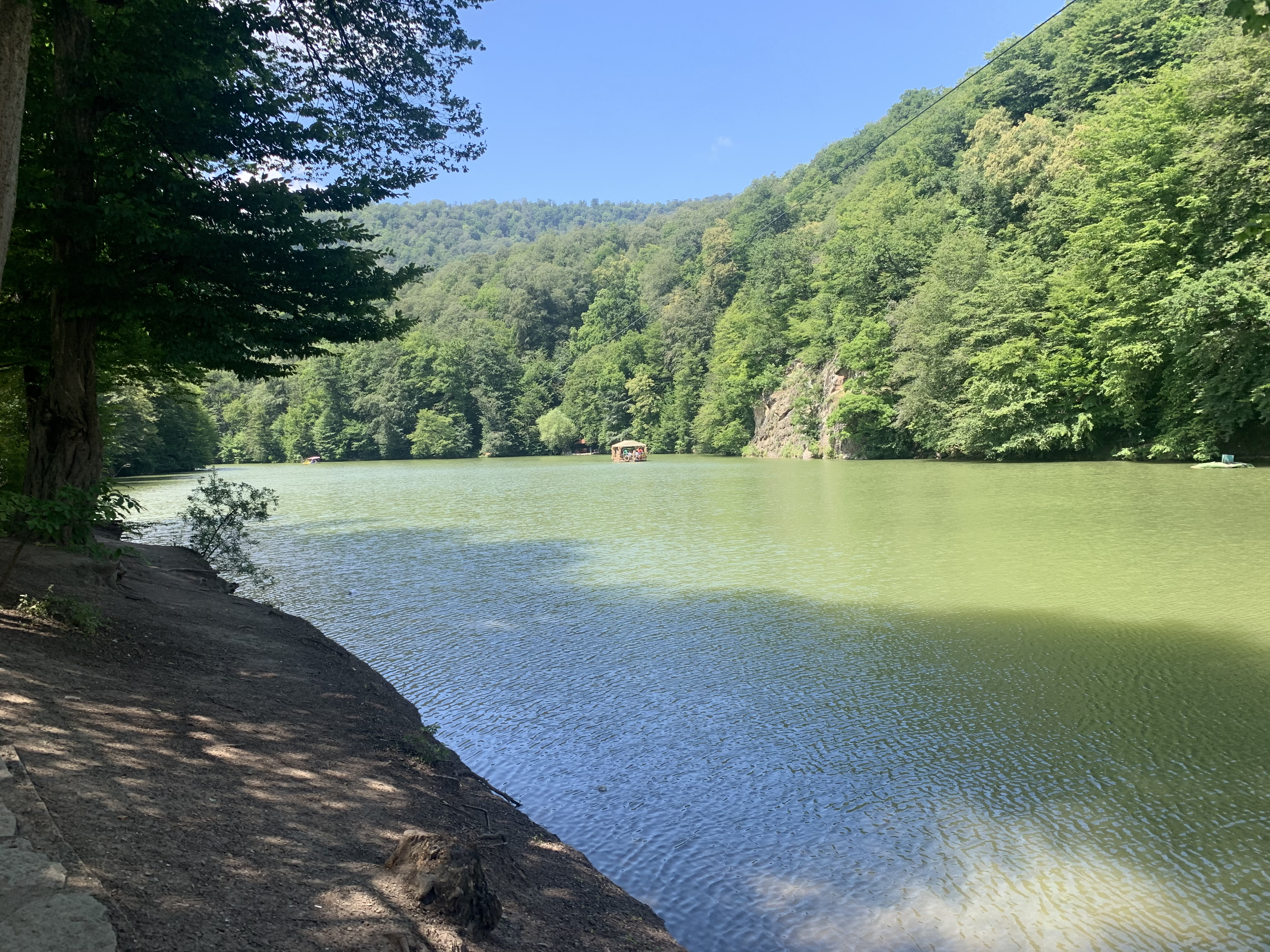
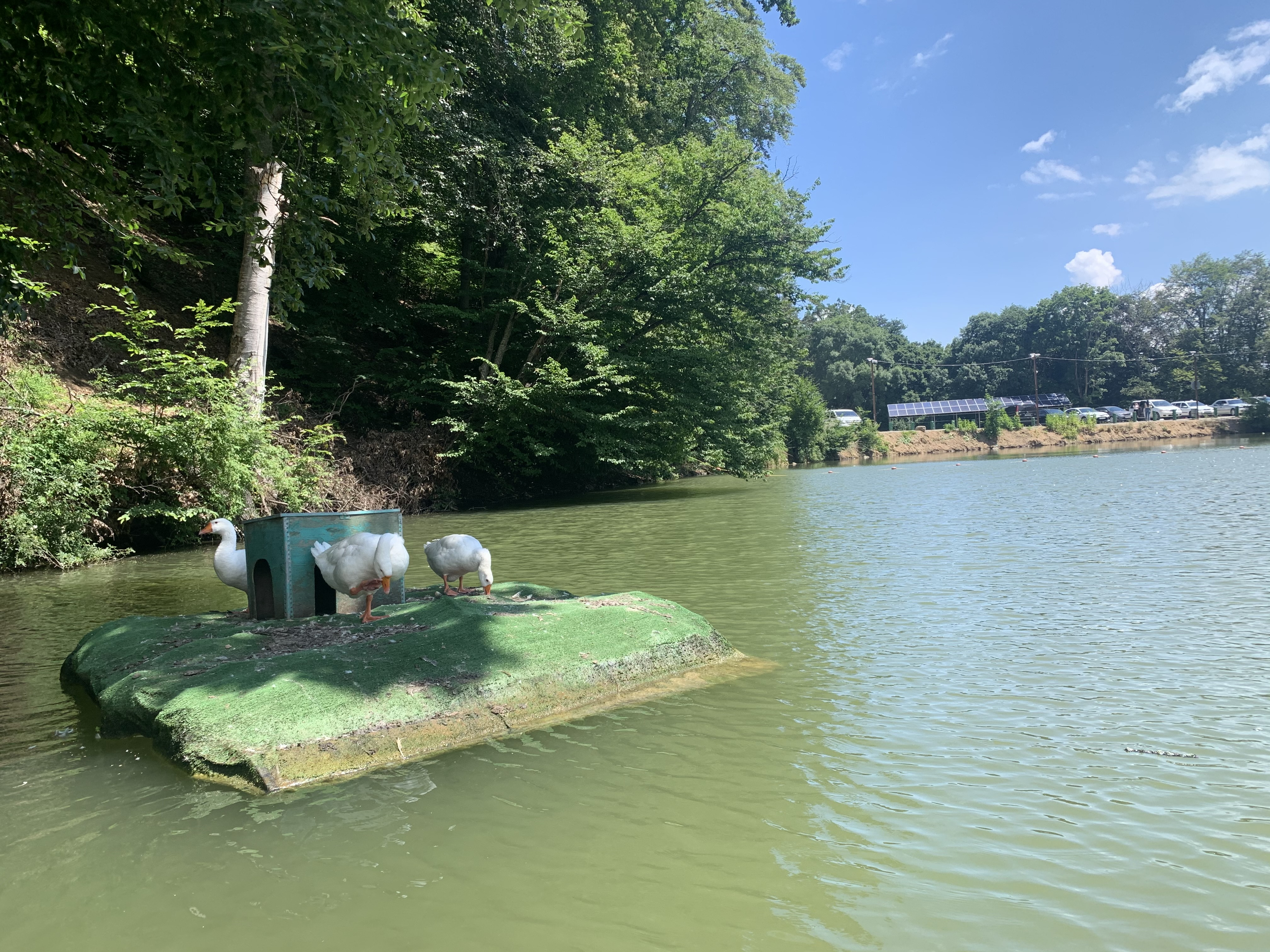